# Anopsicus covadonga
Anopsicus covadonga là một loài nhện trong họ Pholcidae. Loài này được phát hiện ở México.